# Малахово-Злих-Мейсць
Малахово-Злих-Мейсць (пол. Małachowo-Złych Miejsc, нім. Gut Malvenkamp) — село в Польщі, у гміні Вітково Гнезненського повіту Великопольського воєводства.
Населення — 312 осіб (2011).
У 1975-1998 роках село належало до Конінського воєводства.

## Демографія
Демографічна структура станом на 31 березня 2011 року:
|          | Загалом | Допрацездатний вік | Працездатний вік | Постпрацездатний вік |
| -------- | ------- | ------------------ | ---------------- | -------------------- |
| Чоловіки | 158     | 45                 | 102              | 11                   |
| Жінки    | 154     | 42                 | 91               | 21                   |
| Разом    | 312     | 87                 | 193              | 32                   |